# Емирство Гранада
Емирство Гранада (на арабски: مملكة غرناطة; на испански: Reino de Granada; 1013 – 2 януари 1492) е последното държавно арабско-ислямско образувание в Европа след мавърското завоюване на Иберийския полуостров.
С превземането на Гранада на 2 януари 1492 г. завършва испанската Реконкиста.